# آنیلا آشپرجروا
لئونتینا آنیلا آشپرجروا (لهستانی: Leontyna Aniela Aszpergerowa؛ ‏ ۲۷ نوامبر ۱۸۱۶ – ۲۹ ژانویهٔ ۱۹۰۲) بازیگر اهل لهستان بود که در آن کشور و در دوک‌نشین بزرگ لیتوانی به شهرت فراوانی دست یافت. او همچنین در «قیام ژانویه» علیه امپراتوری روسیه در سال ۱۸۶۳ شرکت کرد و به‌همین سبب به زندان رفت. نبیره او جان گیلگد بود. هلنا موجسکا او را یکی از استادان مهم خود می‌دانست.